# Guerra perso-uzbeka
La guerra perso-uzbeka hace referencia a la serie de enfrentamientos que enfrentaron durante 8 años (de 1502 a 1510) a las fuerzas shaybánidas con las fuerzas safávidas.

## Contexto histórico
A comienzos del siglo XVI, el espacio territorial de Persia, Jorasan y Transoxiana (la antigua región Media) se encontraba fragmentada y sin un control real tras años en decadencia del Imperio timúrida, quienes habían ostentado el poder en el territorio del antiguo imperio persa desde que Timur y sus jinetes fundase el imperio a finales del siglo XIV reuniendo las tierras de Chagatai y los sucesores del Ilkanato persa.
En 1501, un jeque de tariqa de Ardabil, en el Azerbaiyán persa, Ismaíl Safavi, se había proclamado sah de Persia, buscando refundar un poder central de una Persia independiente que no existía desde la caída del Imperio sasánida en el 651.
El nuevo sah había conseguido asentar su autoridad sobre la zona occidental de Persia, en una zona en disputa contra el imperio otomano, así como vasallizar a los reinos georgianos de Kajetia y Kartli.
En el otro extremo del imperio, en la zona oriental, los descendientes de los grandes kanes turco-mongólicos buscaban fundar imperios esteparios aprovechando la debilidad de la dinastía timúrida y todo el Turan. Para estos aspirantes a gran kan, que ya pugnaban entre ellos desde el desmembramiento del Kanato uzbeko de Abu'l-Jayr Kan en 1468, habiendo sido esta potencia uzbeka la primera capaz de enfrentarse en la estepa al Kanato kazajo, la debilidad de los timúridas ofrecía una oportunidad inigualable, pues permitía conquistar ciudades de valles fértiles o cruces comerciales de la Ruta de la Seda.
En los años finales del siglo XV, un descendiente de Abu'l-Jayr Kan, Muhammad Shaybani, gobernador de Turkestán como premió a sus servicios a Sultan Mahmud Kan, del Kanato de Mogolistán occidental (que más tarde se convertiría en el Janato de Yarkand, uno de los dos estados en los que se había dividido Mogolistán), se erigió como uno de los más fuertes aspirantes a gobernar la zona. Entre 1494 y 1497, con la muerte de Sultan Ahmed, mirza de Samarcanda y del valle de Ferganá creó un vacío de poder en la zona que intentaron aprovechar tanto Muhammad Shaybani como el sobrino de Sultan Ahmed, Zahir-ud-din Mohammad Babur, un mirza timúrida y descendiente de Gengis Kan. El enfrentamiento acabaría con Shaybani de vencedor, que fundaría los Shaybánidas y poco después se haría Jan por derecho propio del Kanato de Bujará.

## Enfrentamientos
En 1502, el ya asentado Jan de Bujará, Muhammad Shaybani, decide lanzar a sus shaybánidas al sur del río Panir a la conquista del fértil Gran Jorasán, aunque sin acercarse a los dominios controlados desde la potente Herat, bajo la autoridad de Badi az-Zaman, mirza timúrida de la ciudad.
Ya en 1503, el Jan de Bujará empieza a comunicarse con el autotitulado Sah de Persia, Ismaíl I, incoándole a que abandone su bida chiita o que se atenga a la pérdida completa de todo el Jorasan. Igualmente, Shaybani indica al autotitulado sah que él es descendiente de Gengis Kan, lo que lo convierte en «heredero del kanato y de la espada» como pretendiente a emperador de Turan.
El nuevo sah persa responde a las misivas del jan simplemente indicándole que abandone el Jorasan. Ismaíl I es consciente de que su decisión de convertir el chiismo en la religión de estado provoca muchos enfrentamientos intestinos y legitima a muchos de sus rivales para convertir las luchas políticas en luchas religiosas. El propio Shaybani aglutina a nuevos seguidores con el título de Abulghazi (en español: guerrero que lucha por la fe [suní]).
En 1507, Shaybani Jan dirige a sus shaybanidas más al sur y consigue conquistar Herat, que no recibe refuerzos de las pocas fuerzas timúridas que ya quedan en toda la región Media. Tras ello, el hasta entonces mizra de la ciudad, Badi az-Zaman, reconoce y se dirige al nuevo sah, quien ya mantiene la autoridad sobre el occidente y el centro del antiguo Turan, para informarle de la pérdida de Herat y solicitarle retomarla.
En los años siguientes, los shaybanidas tienen enfrentamientos contra los kazajos en la zona de Corasmia, conquistada apenas unos años antes, lo que debilita enormemente a los seguidores de Shaybani Jan. Al mismo tiempo, Ismaíl I consigue que se reúna una limitada fuerza persa que reconquista la zona occidental de Jorasan, confiando en que Babur, el antiguo rival de Shaybani Jan en Transoxiana y su nuevo principado afgano de Badajshan también supongan un peligro para Bujará en el tiempo que tarde en formar un ejército.
En 1510, el sah Ismaíl I encabeza una fuerza de cerca de 20 000 qizilbas con los que marcha al Gran Jorasán para plantar batalla a Shaybani Jan, el cual se encuentra el avance safávida en un momento en el que su tropa, si bien numerosa, está agotada de las luchas contra los kazajos y las incursiones infructuosas en la zona del futuro kanato de Jiva. Por ello, se retira a Merv, desde donde solicita refuerzos a las tribus uzbekas de Transoxiana.
El 2 de diciembre de 1510, Ismaíl I plantaría cara a Shaybani en la conocida como batalla de Taher-Abad (o batalla de Merv) que acabaría con la captura y muerte del jan de Bujará, poniendo fin a la guerra perso-uzbeka.

## Consecuencias
Si bien la derrota uzbeka en Merv fue contundente, esto sólo supuso el fin a las agresiones expansionistas de Shaybani Jan y la delimitación algo más formal de la autoridad safávida en el Gran Jorasán como frontera persa; pero no acabó con el Kanato de Bujará, que nombró a Ubaidallah Jan como nuevo líder.
Por su parte, los restos orientales de la dinastía timúrida fueron conquistados por Babur, que al ver asegurados uno de sus flancos de expansión por la nueva autoridad persa, dirigió sus miras hacia la India y formalizó el Imperio mogol tras derrotar al Sultanato de Delhi en la decisiva batalla de Panipat en 1526.